# Пелевіна
Пеле́віна (рос. Пелевина) — присілок у складі Байкаловського району Свердловської області. Входить до складу Байкаловського сільського поселення.
Населення — 365 осіб (2010, 432 у 2002).
Національний склад населення станом на 2002 рік: росіяни — 96 %.